# Гурий (Тушин)
Монах Гурий (в миру Григорий Иванович Тушин; 1452 или 1455 — 1526) — монах Кирилло-Белозерского монастыря, ученик преподобного Нила Сорского, книжник, переписчик книг. В 1484 в течение 9 месяцев был игуменом Кирилло-Белозерского монастыря.

## Биография
Происходил из рода Морозовых, по другим сведеньям — бояр Квашниных.
Постригся в Кирилловом монастыре при игумене Нифонте в 1478 или 1479 году. Несмотря на свою молодость, в 1484 году, Гурий на недолгое время стал игуменом Кириллова монастыря, сменив на этом посту игумена Серапиона, вызвавшего раздражение кирилловской братии нарушением заветов основателя обители. Годом ранее 15 кирилловских старцев в знак протеста покинули стены монастыря. Причиной тому были чрезмерные заботы настоятеля о увеличении монастырских владений. В частности, он принял 30 сёл, удалённых от монастыря, от великого князя Ивана III. Став игуменом, Гурий вернул князю эти сёла, испросив с них взамен хлебной руги, «оброку житнаго», и вскоре сложил с себя сан.
Неизвестно точно, когда Гурий сблизился с преподобным Нилом Сорским. Вероятно это произошло по возвращении Нила с Афона. По меньшей мере, известно послание преподобного Гурию, в котором он, отвечая на вопросы инока, говорит «об отступлении от мира», предлагая уклоняться и от полемики с «о мирском думающих и занятых попечениями бессмысленными», следовать «законам Божественных писаний». Сам тон послания предполагает духовную близость преподобного Нила и Гурия. Однако Гурий не последовал примеру своего наставника, оставшись в стенах Кириллова до последних своих дней.
Важной стороной деятельности Гурия было списание книг. До нашего времени дошёл ряд сборников, принадлежавших перу инока Гурия. Ряд текстов (не канонического содержания) носят следы редакции кирилловского книжника. По собственному свидетельству за свою жизнь он переписал 37 книг. В сборниках, переписанных рукой Гурия, большое место занимают книги аскетическо-созерцательной направленности. Это, прежде всего, Исаак Сирин, Симеон Новый Богослов, Григорий Синаит. Н. А. Казакова отмечает, что в основном эти тексты связаны с греко-восточным православным миром. Среди житий, им переписанных, только одно русское. Это краткое проложное житие Кирилла Белозерского.
В 1509 году им переписано два тома сборника житий, составленных преподобным Нилом, общим число в 1160 листов. Многие тексты преподобного Нила известны нам благодаря труду инока Гурия.
О. Гурий был одним из проводников идеи нестяжательства заволжских старцев. В конце второго десятилетия (обострение противостояния монастырских партий) в составе его сборников встречается меньше трудов по аскетической литературе, становится больше текстов, касающихся общественной жизни. Им переписаны и включены в сборники «Слово о еретиках» и «Собрание некоего старца» Вассиана Патрикеева, послание Максима Грека Василию III о «сёлах». Безусловно его знакомство с самим князем-иноком, который тоже был учеником Нила Сорского. Именно в это время он развернул свою борьбу против монастырских вотчин. Однако книги Вассиана подвергнуты некоторой редакции. Как видно из его редакций вассиановых «слов», он придерживался более умеренных взглядов, чем его влиятельный сподвижник. В частности лишение монастырей вотчин он видел не через насильственную секуляризацию, а через увещевание монастырских собственников. Вообще на проблему Гурий смотрит через призму монашеского делания. Вряд ли он вообще был сторонником секуляризации: так им было переписано «Слово 165 отець на обидящая святыя церкви», защищающее церковное имущество. Подобно другим кирилловским старцем, не был он и сторонникам жёстких карательных мер в отношении еретиков.
Известно дарственное Евангелие от Василия III, подписанное рукой Гурия: «Сие Еуангелие дал князь великий Василей Гурию Кирилловскому Тушину», что указывает на внимание великого князя к Белозерскому книжнику.
Показателен интерес к деятельности приехавшего в 1518 году афонского монаха и книжника Максима Грека. «Толковая псалтырь», житие Саввы Сербского в переводе преподобного Максима, как и его послание Василию III, были вскоре переписаны Гурием.
Проявлял Гурий Тушин интерес и к летописанию. В 37-ю книгу о. Гурия входит «Летописец русский», краткий летописный сборник, охватывающий время с 1074 по 1523 годы. Если в основу первой, более древней части «Летописца» положен ранний монастырский летописец, то вторая часть принадлежит самому Гурию. Особенность «Летописца» Гурия — общероссийский взгляд на историю.
Умер Гурий Тушин 8 июля 1526 г., на восьмом десятке лет. Красноречива оценка о. Гурия, исходящая из противоположного «лагеря». Савва Чёрный, биограф Иосифа Волоцкого писал: «старец честен… живый житием крепким зело», «хранил предания и заповеди святаго чудотворца Кирилла во всём».